# Björkliden
Björkliden er en lille by og vintersportssted, beliggende vest for Abisko i den vestlige del af Kiruna kommun i Sverige. Byen har  trinbræt ved jernbanen Malmbanan.  Björkliden har omkring tyve permanente beboere, mens antallet af turister som årligt besøger stedet er på flere tusinde.  
I Björkliden ligger verdens nordligste golfbane (ni huller).  Mange af Björklidens besøgende kommer dertil med tog.  Jernbanestationen i Björkliden ligger 420 meter over havets overflade, mens Hotell Fjället, ligger lidt højere, omkring 500 meter.  Der er 1515 kilometer til Stockholm, 100 kilometer til Kiruna samt 75 kilometer til Narvik i Norge.
Fra Björkliden er der vandrerstier til blandt andre Låktatjåkkastugan, Sveriges højest beliggende fjeldstation (1228 meter over havets overflade) og til Tornehamns jernbanearbejderkirkegård.  På kirkegården er jernbanearbejderformanden, og senere SJ's generaldirektør, Axel Granholm og hustru begravet blandt 135 jernbanearbejdere, som deltog i byggeriet af Malmbanan fra Riksgränsen til Kiruna ved århundredeskiftet 1800-1900.
Björkliden passerers af tretten malmtog i døgnet.  Et malmtog består af to lokomotiver og 52 vogne, hver vogn kan lastes med 80 tons jernmalm.  Malmen omlastes i Narvik til skibe, der kan transportere 200.000 tons.  Malmen sejles oftest til havne i Asien.
I Björkliden har man udsigt over søen Torneträsk og i det fjerne ser man Lapporten med fjeldene Tjuonatjåkka og Nissuntjårro, 1540 hhv. 1721 meter over havets overfalde.